# Juraj Ugrinić
Juraj Ugrinić (* 12. Oktober 1990) ist ein kroatischer Radrennfahrer.
In den Jahren 2010, 2011 und 2015 fuhr Ugrinić beim Meridiana Kamen Team, einem UCI Continental Team. Auf der zweiten Etappe der Settimana Ciclistica Lombarda belegte er den siebten Rang. Bei den kroatischen Meisterschaften im Straßenrennen wurde er 2014 Sechster und erhielt hierfür Punkte in der Rangliste der UCI Europe Tour 2014.